# Nen de carrer
Es considera un nen de carrer l'infant sense sostre, que viu habitualment al carrer o que hi treballa, usualment amb la venda ambulant o com a pidolaire. Els nens de carrer viuen majoritàriament a ciutats de països subdesenvolupats. Es calcula que hi ha més de 100 milions de nens de carrer, dels quals 11 milions viuen a l'Índia i 10 al Brasil. Històricament sempre hi ha hagut infants sense casa però el fenomen de nens de carrer amb l'accepció contemporània es detecta des del segle xix amb les desigualtats sorgides de la Revolució Industrial.
Els nens de carrer es consideren un problema social greu que atempta contra els drets fonamentals recollits a la Convenció sobre els Drets del Nen, ratificada per tots els països de l'ONU excepte Somàlia i Estats Units.

## Causes
Les causes que porten a un nen al carrer poden ser diverses:
- abandonament
- maltractament de la família
- indigència dels progenitors
- guerra
- sida (els orfes per aquesta malaltia ocupen la causa principal a l'Àfrica)
- immigració il·legal
- ruptura o desaparició del nucli familiar
- explotació laboral